# Bavarski jezik
Bavarski jezik (ISO 639-3: bar; bayerisch, bairisch, ost-oberdeutsch, bavarian austrian), jezik Bavaraca i Austrijanaca, potomaka starih bajuvarskih plemena, koji danas žive na području Austrije 6 983 298 (2000 WCD), Njemačkoj 246 050 (2000 WCD), Češkoj 9 245  (2000 WCD), Mađarskoj (170 000) i Italiji 258 885 (2000 WCD). Središnji dijalekt raširen je na Alpama, u Donjoj Austriji i Salzburgu. Sjeverni se govori sjeverno od Regensburga, do Nürnberga i Češke i južni u Bavarskim Alpama, Tirolu, Štajerskoj, sjevernoj Italiji i dijelu Kočevja u Sloveniji. Bavarski pripada bavarsko-austrijskim jezicima, široj skupini gornjonjemačkih jezika.

## Vanjske poveznice
- Ethnologue (14th)
- Ethnologue (15th)